# オレゴン州の都市圏の一覧

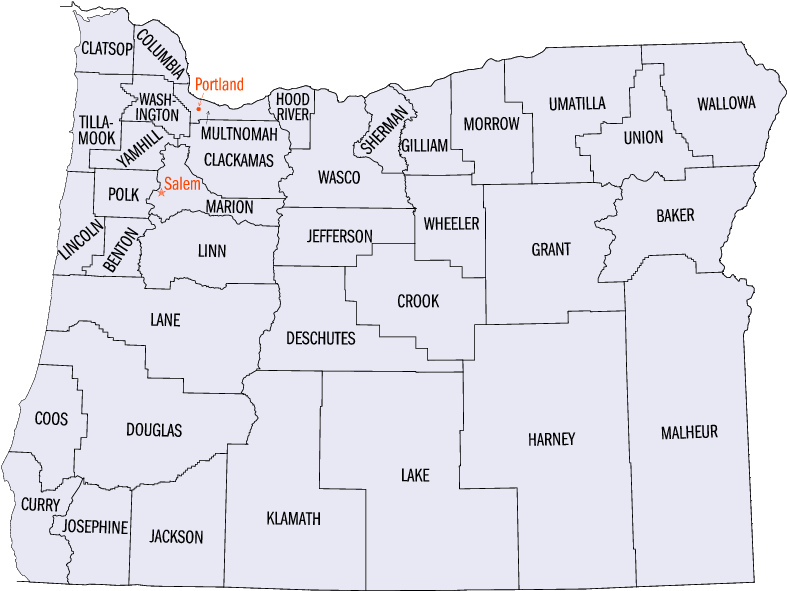
オレゴン州の36郡を示す地図

本項目はオレゴン州の都市圏の一覧（オレゴンしゅうのとしけんのいちらん）である。
アメリカ合衆国国勢調査局は、オレゴン州に合同統計地域（CSA/広域都市圏）4ヶ所、大都市統計地域（MSA/都市圏）8ヶ所、および小都市統計地域（μSA/小都市圏）12ヶ所を定義している。下表には、左列より以下の情報を示す。
- 合同統計地域（定義されている場合）の名称
- 合同統計地域の人口
- コアベース統計地域（大都市統計地域および小都市統計地域）の名称
- コアベース統計地域の人口
- 各統計地域に含まれる郡の名称
- 各統計地域に含まれる郡の人口

なお、下表においては、オレゴン州と他州にまたがる合同統計地域およびコアベース統計地域については、名称と統計地域の総人口を青緑色で、オレゴン州内の人口を黒色でそれぞれ示す。また、他州のコアベース統計地域および郡については、その名称と人口を緑色でそれぞれ示す。
下表における人口の数値はすべて2020年に行われた国勢調査時のものである。また、合同統計地域、コアベース統計地域（大都市統計地域・小都市統計地域）のいずれも、2023年7月21日時点での定義に従う。
| 合同統計地域                                     | 人口                | コアベース統計地域                           | 人口                | 郡                           | 人口    |
| ------------------------------------------------ | ------------------- | -------------------------------------------- | ------------------- | ---------------------------- | ------- |
| ポートランド・バンクーバー・セーラム広域都市圏   | 3,280,736 2,654,659 | ポートランド・バンクーバー・ヒルズボロ都市圏 | 2,512,859 1,997,512 | マルトノマ郡                 | 815,428 |
| ポートランド・バンクーバー・セーラム広域都市圏   | 3,280,736 2,654,659 | ポートランド・バンクーバー・ヒルズボロ都市圏 | 2,512,859 1,997,512 | ワシントン郡                 | 600,372 |
| ポートランド・バンクーバー・セーラム広域都市圏   | 3,280,736 2,654,659 | ポートランド・バンクーバー・ヒルズボロ都市圏 | 2,512,859 1,997,512 | ワシントン州クラーク郡       | 503,311 |
| ポートランド・バンクーバー・セーラム広域都市圏   | 3,280,736 2,654,659 | ポートランド・バンクーバー・ヒルズボロ都市圏 | 2,512,859 1,997,512 | クラカマス郡                 | 421,401 |
| ポートランド・バンクーバー・セーラム広域都市圏   | 3,280,736 2,654,659 | ポートランド・バンクーバー・ヒルズボロ都市圏 | 2,512,859 1,997,512 | ヤムヒル郡                   | 107,722 |
| ポートランド・バンクーバー・セーラム広域都市圏   | 3,280,736 2,654,659 | ポートランド・バンクーバー・ヒルズボロ都市圏 | 2,512,859 1,997,512 | コロンビア郡                 | 52,589  |
| ポートランド・バンクーバー・セーラム広域都市圏   | 3,280,736 2,654,659 | ポートランド・バンクーバー・ヒルズボロ都市圏 | 2,512,859 1,997,512 | ワシントン州スカマニア郡     | 12,036  |
| ポートランド・バンクーバー・セーラム広域都市圏   | 3,280,736 2,654,659 | セーラム都市圏                               | 433,353             | マリオン郡                   | 345,920 |
| ポートランド・バンクーバー・セーラム広域都市圏   | 3,280,736 2,654,659 | セーラム都市圏                               | 433,353             | ポーク郡                     | 87,433  |
| ポートランド・バンクーバー・セーラム広域都市圏   | 3,280,736 2,654,659 | オールバニ都市圏                             | 128,610             | リン郡                       | 128,610 |
| ポートランド・バンクーバー・セーラム広域都市圏   | 3,280,736 2,654,659 | ロングビュー・ケルソ都市圏                   | 110,730             | ワシントン州カウリッツ郡     | 110,730 |
| ポートランド・バンクーバー・セーラム広域都市圏   | 3,280,736 2,654,659 | コーバリス都市圏                             | 95,184              | ベントン郡                   | 95,184  |
|                                                  |                     | ユージーン・スプリングフィールド都市圏       | 382,971             | レーン郡                     | 382,971 |
| メドフォード・グランツパス広域都市圏             | 311,349             | メドフォード都市圏                           | 223,259             | ジャクソン郡                 | 223,259 |
| メドフォード・グランツパス広域都市圏             | 311,349             | グランツパス都市圏                           | 88,090              | ジョセフィーン郡             | 88,090  |
|                                                  |                     | ベンド都市圏                                 | 247,493             | デシューツ郡                 | 198,253 |
| クルック郡                                       | 24,738              | ベンド都市圏                                 | 247,493             |                              |         |
| ジェファーソン郡                                 | 24,502              | ベンド都市圏                                 | 247,493             |                              |         |
|                                                  |                     | ローズバーグ小都市圏                         | 111,201             | ダグラス郡                   | 111,201 |
|                                                  |                     | ハーミストン・ペンドルトン小都市圏           | 92,261              | ユマティラ郡                 | 80,075  |
| モロー郡                                         | 12,186              | ハーミストン・ペンドルトン小都市圏           | 92,261              |                              |         |
|                                                  |                     | クラマスフォールズ小都市圏                   | 69,413              | クラマス郡                   | 69,413  |
|                                                  |                     | クーズベイ・ノースベンド小都市圏             | 64,929              | クーズ郡                     | 64,929  |
|                                                  |                     | ニューポート小都市圏                         | 50,395              | リンカーン郡                 | 50,395  |
|                                                  |                     | アストリア小都市圏                           | 41,072              | クラトソップ郡               | 41,072  |
| ボイシ市・マウンテンホーム・オンタリオ広域都市圏 | 850,341 31,571      | ボイシ市都市圏                               | 764,718             | アイダホ州エイダ郡           | 494,967 |
| ボイシ市・マウンテンホーム・オンタリオ広域都市圏 | 850,341 31,571      | ボイシ市都市圏                               | 764,718             | アイダホ州キャニオン郡       | 231,105 |
| ボイシ市・マウンテンホーム・オンタリオ広域都市圏 | 850,341 31,571      | ボイシ市都市圏                               | 764,718             | アイダホ州ジェム郡           | 19,123  |
| ボイシ市・マウンテンホーム・オンタリオ広域都市圏 | 850,341 31,571      | ボイシ市都市圏                               | 764,718             | アイダホ州オワイヒー郡       | 11,913  |
| ボイシ市・マウンテンホーム・オンタリオ広域都市圏 | 850,341 31,571      | ボイシ市都市圏                               | 764,718             | アイダホ州ボイシ郡           | 7,610   |
| ボイシ市・マウンテンホーム・オンタリオ広域都市圏 | 850,341 31,571      | オンタリオ小都市圏                           | 56,957 31,571       | マルヒュア郡                 | 31,571  |
| ボイシ市・マウンテンホーム・オンタリオ広域都市圏 | 850,341 31,571      | オンタリオ小都市圏                           | 56,957 31,571       | アイダホ州ペイエット郡       | 25,386  |
| ボイシ市・マウンテンホーム・オンタリオ広域都市圏 | 850,341 31,571      | マウンテンホーム小都市圏                     | 28,666              | アイダホ州エルモア郡         | 28,666  |
|                                                  |                     | ザ・ダルズ小都市圏                           | 26,670              | ワスコ郡                     | 26,670  |
|                                                  |                     | ラグランデ小都市圏                           | 26,196              | ユニオン郡                   | 26,196  |
|                                                  |                     | フッドリバー小都市圏                         | 23,977              | フッドリバー郡               | 23,977  |
| ブルッキングス・クレセントシティ広域都市圏       | 51,189 23,446       | クレセントシティ小都市圏                     | 27,743              | カリフォルニア州デルノルト郡 | 27,743  |
| ブルッキングス・クレセントシティ広域都市圏       | 51,189 23,446       | ブルッキングス小都市圏                       | 23,446              | カリー郡                     | 23,446  |
|                                                  |                     | ベーカーシティ小都市圏                       | 16,668              | ベーカー郡                   | 16,668  |
| （設定無し）                                     | （設定無し）        | （設定無し）                                 | （設定無し）        | ティラムック郡               | 27,390  |
| （設定無し）                                     | （設定無し）        | （設定無し）                                 | （設定無し）        | レイク郡                     | 8,160   |
| （設定無し）                                     | （設定無し）        | （設定無し）                                 | （設定無し）        | ハーニー郡                   | 7,495   |
| （設定無し）                                     | （設定無し）        | （設定無し）                                 | （設定無し）        | ワローワ郡                   | 7,391   |
| （設定無し）                                     | （設定無し）        | （設定無し）                                 | （設定無し）        | グラント郡                   | 7,233   |
| （設定無し）                                     | （設定無し）        | （設定無し）                                 | （設定無し）        | ギリアム郡                   | 1,995   |
| （設定無し）                                     | （設定無し）        | （設定無し）                                 | （設定無し）        | シャーマン郡                 | 1,870   |
| （設定無し）                                     | （設定無し）        | （設定無し）                                 | （設定無し）        | ウィーラー郡                 | 1,451   |

## 註
1. ↑  QuickFacts. U.S. Census Bureau. 2020年.
2. ↑  OMB Bulletin No. 23-01, Revised Delineations of Metropolitan Statistical Areas, Micropolitan Statistical Areas, and Combined Statistical Areas, and Guidance on Uses of the Delineations of These Areas. Office of Management and Budget. 2023年7月21日.